# فؤاد أبو غيدا
فؤاد أبو غيدا، (مواليد حيفا 1939 - 5 يناير 2020) لاعب كرة قدم فلسطيني من مدينة حيفا، لعب في صفوف النادي الأهلي في مصر، لكن نشوب حرب حزيران 1967 أوقف نشاطه الكروي فاعتزل اللعب في مصر. كان قد لعب في النادي الأهلي كظهير أيسر وأحيانا كظهير أيمن لكنه تميز في مركز قلب الدفاع.

## وفاته
توفي في عام 2020 بعد إصابته بفيروس كورونا وذلك بعد معاناته مع مرض الزهايمر لسنة كاملة.